# Voci nell'ombra
Voci nell'ombra. Il festival internazionale del doppiaggio è la manifestazione dedicata al doppiaggio italiano che si pone l'obiettivo di promuovere e valorizzare l'arte e il patrimonio del doppiaggio italiano. È la prima e più longeva manifestazione italiana e mondiale dedicata al doppiaggio.
Ha il sostegno del Ministero per la cultura -Direzione Generale Cinema e Audiovisivo, Regione Liguria, SIAE, NUOVO IMAIE, Fondazione Agostino de Mari, Quidam, Comune di Savona, BPER Banca, Artis Project, Voxyl Voce Gola, Tiziana Lazzari, con il patrocinio di ANAD, ADID, Regione Liguria, Provincia di Savona, Città di Savona, MUSA - Musei Civici Savona, Comune di Genova, Camera di Commercio Riviere di Liguria, Camera di Commercio Genova, Ufficio Scolastico Regionale, GLFC, molte Università fra cui l'Università di Genova, l'Université de Strasbourg, Fondazione Milano - Civica Scuola Interpreti e Traduttori Altiero Spinelli, Alma Mater Studiorum di Bologna, Université Côte-d'Azur, a cui si uniscono Università di Torino, Università degli studi di Trieste, Universitat Autonoma de Barcelona, Tor Vergata - Università degli Studi di Roma, UNINT - Università degli Studi Internazionali di Roma, Università degli Studi di Napoli, Università di Pavia, Universitat Jaume I  - Castellon De la Plana, UCL - Universiity College London, Università di San Pietroburgo (fino al 2020), oltre al Conservatorio di Milano (fino al 2020). Moltissime anche le collaborazioni in rete.
Il Festival assegna i premi "Anelli d'oro" ai doppiaggi e doppiatori che si sono distinti nell'ambito del doppiaggio cinematografico e televisivo in Italia. L'idea del premio "Anello" deriva dal fatto che fino agli anni '80 per definire i turni di lavoro del doppiaggio si usava appunto il termine "anello". Si trattava proprio di un anello di pellicola che veniva fatto passare più volte sulla moviola, con una durata tra i 25 e i 50 secondi, cioè il tempo di una battuta o più battute che i doppiatori dovevano eseguire. Un turno di doppiaggio si misurava in base a quanti anelli erano stati doppiati. Attualmente, anche se con la digitalizzazione delle immagini gli anelli sono stati sostituiti dal time code, i doppiatori usano ancora questo termine per indicare lo spezzone che deve essere trasposto.

## Storia
Nato da un'idea di Bruno Paolo Astori, il Festival si è svolto dal 1996 al 2006 a Finale Ligure per poi spostarsi nel 2007 e nel 2008 a Sanremo diventando "Voci a Sanremo". Nel 2009 cambia di nuovo nome semplicemente in "Voci" ad Imperia, nel 2010 si è spostato a Genova, nell'anno successivo torna a chiamarsi col nome originale "Voci nell'ombra". Nel 2012, 2013 e 2014 il festival non ha avuto luogo fino al 2015, anno in cui si è svolta l'edizione di rilancio a Savona, come quella del 2016. Nel 2014, tuttavia, si è svolta un'edizione speciale del festival con un omaggio a Claudio G. Fava e Bruno Astori.
Fin dalla nascita del Festival, la direzione artistica era del critico cinematografico Claudio G. Fava, quella organizzativa di Bruno Astori. Dal 2002 al 2004 si sono svolte inoltre tre edizioni di “Le Voci di Cartoonia”, manifestazione interamente dedicata alle voci ed ai personaggi dei prodotti di animazione e di fiction per ragazzi. Nel 2011 la serata di gala della 15ª edizione è stata sospesa (alcuni appuntamenti si erano già svolti) per rispettare il lutto cittadino conseguente all'alluvione di Genova del 4 novembre; i vincitori sono stati comunicati ugualmente mediante stampa e nella successiva edizione. Dopo la scomparsa di Bruno Astori nel febbraio 2013 e di Claudio G. Fava nell'aprile 2014, a giugno 2014 è stato organizzato un omaggio a entrambi nella rassegna Gli altri schermi durante il Savona Screen Festival. In quell'occasione sono stati istituiti i premi "Targa Claudio G. Fava alla carriera" e "Targa Bruno Paolo Astori".
Attualmente la giuria per il cinema e la televisione è composta da: Steve della Casa (presidente), Baba Richerme, Renato Venturelli, Veronica Pivetti, Enrico Lancia (presidente onorario), Fabio Melelli, Massimo Giraldi, Alessandro Boschi, Francesco Gallo, Antonio Genna, Tiziana Voarino. In passato ne sono stati membri Maurizio Porro, Alessandra Comazzi, Roberto Nepoti, Callisto Cosulich, Giovanni Petronaci, Morando Morandini. È stata di recente aggiunta una giuria per nuove sezioni di premi, al momento ne fanno parte Delia Chiaro e Bruno Gambarotta, Maurizio Di Maggio, Chiara Bucaria, Emanuela E. Abbadessa, Stefano Ferrara e Arturo Villone, Lorenzo Doretti, Simone Galdi, Lorenzo Fantoni, Roberto Vicario.
L'attuale direttore è Tiziana Voarino. Per molti anni ne aveva curato l'organizzazione con Astori. Un consistente team si occupa della produzione. Dal 9 al 12 ottobre 2019 si è tenuta la ventesima edizione del festival, con presentazione e consegna di premi alla Mostra del Cinema di Venezia. La ventunesima edizione si è svolta dal 24 al 27 febbraio 2021 interamente online, a causa della pandemia da Covid-19. La ventiduesima edizione si è svolta tra Savona e Genova dal 8 al 12 dicembre 2021. La ventitreesima edizione, dal 28 al 4 dicembre 2022, tra Savona e Genova. La ventiquattresima, dal 27 novembre al 3 dicembre, tra Savona e Genova. Una delle novità a partire dal 2019 è la "Campagna per Vedere a Occhi Chiusi" dedicata all'accessibilità nella fruizione degli audiovisivi. Dal 2020 è stata aggiunta anche la categoria di premi "Accessibilità".

## Palmarès

### Cinema

#### Miglior doppiaggio generale
- 1999 - La fortuna di Cookie - Direzione di doppiaggio: Maura Vespini
- 2000 - American Beauty - Direzione di doppiaggio: Francesco Vairano
- 2001 - Il gusto degli altri - Direzione di doppiaggio: Ludovica Modugno
- 2002 - Gosford Park - Direzione del doppiaggio: Filippo Ottoni
- 2003 - Good Bye, Lenin! - Direzione del doppiaggio: Gianni Galassi
- 2004 - ex aequo
  - Le invasioni barbariche - Direzione del doppiaggio: Gianni Galassi
  - Mystic River - Direzione del doppiaggio: Filippo Ottoni
- 2005 - 36 Quai des Orfèvres - Direzione del doppiaggio: Rodolfo Bianchi
- 2006 - United 93 - Direzione del doppiaggio: Carlo Cosolo
- 2007 - Le vite degli altri - Direzione del doppiaggio: Alida Milana
- 2008 - Non è un paese per vecchi - Daniela Nardini
- 2009 - Il curioso caso di Benjamin Button - Direzione del doppiaggio: Filippo Ottoni
- 2010 - A Serious Man - Direzione del doppiaggio: Francesco Vairano
- 2011 - Another Year - Direzione del doppiaggio: Alessandro Rossi
- 2015 - Youth - La giovinezza - Direzione del doppiaggio: Rodolfo Bianchi
- 2016 - Everest - Direzione del doppiaggio: Mario Cordova
- 2017 - Elle - Direzione del doppiaggio: Ludovica Modugno
- 2018 - La forma dell’acqua - Direzione del doppiaggio: Flavio De Flaviis
- 2019 - Bohemian Rhapsody - Direzione del doppiaggio: Marco Guadagno
- 2020 - Parasite - Direzione del doppiaggio: Silvia Pepitoni
- 2021 - Dune - direzione del doppiaggio Carlo Cosolo
- 2022 - Macbeth - direzione del doppiaggio Rodolfo Bianchi
- 2023 - Killers of the Flower Moon - direzione del doppiaggio: Rodolfo Bianchi
- 2024 - Challengers - direzione del doppiaggio: Massimiliano Alto

#### Miglior voce maschile
- 1998 - Cesare Barbetti - Jerry Lewis in Il valzer del pesce freccia
- 1999 - Sergio Graziani - Ian McKellen in Demoni e dei
- 2000 - Omero Antonutti - Richard Farnsworth in Una storia vera
- 2001 - ex aequo
  - Pino Colizzi - Michael Douglas in Wonder Boys
  - Michele Gammino - Harrison Ford in Le verità nascoste
- 2002 - Francesco Pannofino - Denzel Washington in Training Day
- 2003 - Michele Kalamera - Clint Eastwood in Debito di sangue
- 2004 - Massimo Rossi - Tom Hanks in Ladykillers
- 2005 - Omero Antonutti - Michel Bouquet in Le passeggiate al Campo di Marte
- 2006 - Roberto Chevalier - Philip Seymour Hoffman in Truman Capote - A sangue freddo
- 2007 - Sandro Acerbo - Robert Downey Jr. in Zodiac
- 2008 - Saverio Moriones - Tommy Lee Jones in Non è un paese per vecchi
- 2009 - Luciano De Ambrosis - Frank Langella in Frost/Nixon - Il duello
- 2010 - Massimo Lopez - Colin Firth in A Single Man
- 2011 - Luca Biagini - Colin Firth in Il discorso del re
- 2015 - Gianni Giuliano - Niels Arestrup in Diplomacy - Una notte per salvare Parigi
- 2016 - Luca Biagini - Michael Keaton in Il caso Spotlight
- 2017 - Angelo Maggi - Tom Hanks in Sully
- 2018 - Massimo Lodolo - Daniel Day-Lewis ne Il filo nascosto
- 2019 - Michele Kalamera - Clint Eastwood ne Il corriere - The Mule
- 2020 - Francesco Pezzulli - Leonardo DiCaprio in C'era una volta a... Hollywood
- 2021 - Stefano De Sando - Gary Oldman in Mank
- 2022 - Roberto Chevalier - Tom Cruise in Top Gun: Maverick
- 2023 - Flavio Aquilone- Caleb Landry Jones in Dogman
- 2024 - Francesco Venditti - Ryan Reynolds in Deadpool & Wolverine

#### Miglior voce femminile
- 1998 - Cristiana Lionello - Pernilla August in Conversazioni private
- 1999 - Cristina Boraschi - Meg Ryan in C'è posta per te
- 2000 - Paila Pavese - Nathalie Baye in Una relazione privata
- 2001 - Roberta Greganti - Lena Endre in L'infedele
- 2002 - ex aequo
  - Licia Maglietta - Barbara Lukesova in Brucio nel vento
  - Emanuela Rossi - Sissy Spacek in In the Bedroom
- 2003 - Franca D'Amato - Julianne Moore in Lontano dal paradiso
- 2004 - Chiara Colizzi - Nicole Kidman in Dogville
- 2005 - Laura Lenghi - Hilary Swank in Million Dollar Baby
- 2006 - Marzia Ubaldi - Judi Dench in Lady Henderson presenta
- 2007 - Ada Maria Serra Zanetti - Helen Mirren in The Queen - La regina
- 2008 - Paila Pavese - Marianne Faithfull in Irina Palm - Il talento di una donna inglese
- 2009 - Tiziana Avarista - Anne Hathaway in Rachel sta per sposarsi
- 2010 - Ada Maria Serra Zanetti - Helen Mirren in The Last Station
- 2011 - Valentina Mari - Jessica Chastain in The Tree of Life
- 2015 - Roberta Pellini - Julianne Moore in Still Alice
- 2016 - Cristina Boraschi - Julia Roberts in Il segreto dei suoi occhi
- 2017 - Domitilla D'Amico - Emma Stone in La La Land
- 2018 - Antonella Giannini - Frances McDormand in Tre manifesti a Ebbing, Missouri
- 2019 - Benedetta Degli Innocenti - Lady Gaga in A Star Is Born
- 2021 - Tiziana Avarista - Candela Peña in Il matrimonio di Rosa
- 2022 - Federica de Bortoli - Kristen Stewart in Crimes of the Future
- 2023 - Emanuela Rossi - Cate Blanchett in Tár
- 2024 - Francesca Manicone - Blake Lively in It Ends With Us - Siamo noi a dire basta

#### Miglior voce non protagonista
- 1999 - Adalberto Maria Merli - Ed Harris in The Truman Show
- 2000 - ex aequo
  - Sonia Scotti - Marisa Paredes in Tutto su mia madre
  - Dario Penne - Michael Caine in Le regole della casa del sidro
- 2001 - Nanni Baldini - Ciuchino in Shrek
- 2002 - Daniele Formica - Randal in Monsters & Co.
- 2003 - Gabriella Genta - Joan Plowright in Callas Forever
- 2004 - Sergio Fiorentini - Gene Hackman in La giuria
- 2005 - Elio Pandolfi - Richard Griffiths in Stage Beauty
- 2006 - Stefano De Sando - James Gandolfini in Romance & Cigarettes
- 2007 - Loris Loddi - Ben Foster in Alpha Dog
- 2008 - Angiola Baggi - Susan Sarandon in Nella valle di Elah
- 2009 - Antonella Giannini - Frances McDormand in Burn After Reading - A prova di spia
- 2010 - Stefano Benassi - Christoph Waltz in Bastardi senza gloria
- 2011 - Lorenzo De Angelis - Andrew Garfield in Non lasciarmi
- 2015 - Eleonora De Angelis - Patricia Arquette in Boyhood
- 2016 - Federica De Bortoli - Rachel McAdams in Il caso Spotlight
- 2017 - Alessandra Korompay - Laura Linney in Sully
- 2018 - ex aequo
  - Laura Romano - Allison Janney in Tonya
  - Riccardo Rossi - Sam Rockwell in Tre manifesti a Ebbing, Missouri
- 2019 - Melina Martello - Sissy Spacek in Old Man & the Gun

#### Miglior adattamento dialoghi
- 2008 - Giorgio Tausani per Into The Wild
- 2015 - Alessandro Rossi per La famiglia Bélier
- 2016 - Fabrizia Castagnoli per Perfect Day
- 2017 - Fabrizio Pucci per Manchester by the sea
- 2018 - Valerio Piccolo per The Post
- 2019 - Sandro Acerbo per BlacKkKlansman
- 2021 - Alessandro Rossi per The Father
- 2022 - Valerio Piccolo per Elvis (film 2022)
- 2023 - Alessandro Rossi per Asteroid City
- 2024 - Roberto Morville per Inside Out 2

### Televisione

#### Miglior doppiaggio generale
- 1999 - E.R. - Medici in prima linea - Direzione di doppiaggio: Gianni Galassi
- 2000 - JAG - Avvocati in divisa - Direzione di doppiaggio: Ornella Cappellini e Silvia Monelli
- 2001 - Squadra Speciale Cobra 11 - Direzione di doppiaggio: Daniela Nobili e Susanna Javicoli
- 2002 - CSI: Crime Scene Investigation - Direzione di doppiaggio: Roberto Chevalier
- 2003 - 24 - Direzione del doppiaggio: Mario Cordova
- 2004 - Il commissariato Saint Martin - Direzione del doppiaggio: Cristina Boraschi
- 2005 - Dragnet - Direzione del doppiaggio: Teo Bellia
- 2006 - Boomtown - Direzione del doppiaggio: Cristiana Lionello e Oreste Rizzini
- 2007 - Brothers & Sisters - Segreti di famiglia - Direzione del doppiaggio: Cristina Boraschi
- 2008 - Senza traccia - Direzione del doppiaggio: Renzo Stacchi
- 2009 - GSG9 - Squadra d'assalto - Direzione del doppiaggio: Enzo Bruno
- 2010 - Lost - Direzione del doppiaggio: Massimo Rossi
- 2011 - The Good Wife - Direzione del doppiaggio: Massimiliano Alto
- 2015 - Il Trono di Spade - Direzione del doppiaggio: Sandro Acerbo
- 2016 - House of Cards - Gli intrighi del potere - Direzione del doppiaggio: Roberto Gammino
- 2017 - Riviera - Direzione del doppiaggio: Gianni Galassi
- 2018 - Westworld - Direzione del doppiaggio: Sandro Acerbo
- 2019 - FBI - Direzione del doppiaggio: Daniela Nardini
- 2021 - Billions - Direzione doppiaggio Laura Boccanera
- 2022 - Stranger Things - Direzione del doppiaggio Stefano Benassi
- 2023 - Succession - Direzione del doppiaggio: Fabrizio Temperini
- 2024 - The Gentlemen - Direzione del doppiaggio: Daniele Giuliani

#### Miglior voce maschile
- 1998 - Simone Mori - David Schwimmer in Friends
- 1999 - Bruno Alessandro - Horst Tappert ne L'ispettore Derrick
- 2000 - Massimo Corvo - Steven Williams in L.A. Heat
- 2001 - Paolo Buglioni - Göts George in Schimanski sul luogo del delitto
- 2002 - Paolo Poiret - Jurgen Heinrich in Wolff, un poliziotto a Berlino
- 2003 - Francesco Prando - Kyle Chandler in Ultime dal cielo
- 2004 - Fabio Boccanera - Anthony Michael Hall in The Dead Zone
- 2005 - Gino La Monica - Tom Berenger in Peacemakers - Un detective nel West
- 2006 - Niseem Onorato - Yannick Bisson in Agente speciale Sue Thomas
- 2007 - Massimo Rossi - Kiefer Sutherland in 24
- 2008 - Paolo Buglioni - Martin Lamotte in Suor Therese
- 2009 - Angelo Maggi - Mark Harmon in NCIS - Unità anticrimine
- 2010 - Loris Loddi - Michael C. Hall in Dexter
- 2011 - Paolo Marchese - Forest Whitaker in Criminal Minds: Suspect Behavior
- 2015 - Roberto Pedicini - Kevin Spacey in House of Cards - Gli intrighi del potere
- 2016 - Massimo Rossi - Paul Giamatti in Billions
- 2017 - Riccardo Niseem Onorato - Jude Law in The Young Pope
- 2018 - Alessandro Quarta - Pedro Alonso in La casa di carta
- 2019 - Daniele Giuliani - Kit Harington in Il Trono di Spade (premio ricevuto anche dal suo corrispettivo doppiatore russo)
- 2021 - Andrea Lavagnino - Álvaro Morte in La casa di carta
- 2022 - Emiliano Coltorti - Jared Leto in WeCrashed
- 2023 - Massimo Lodolo - Kevin Costner in Yellowstone
- 2024 - Roberto Pedicini - Javier Bardem in Monster

#### Miglior voce femminile
- 1998 - Alina Moradei - Angela Lansbury in La signora in giallo
- 1999 - Anna Rita Pasanisi - Phylicia Rashād in I Robinson e Cosby
- 2000 - Silvia Pepitoni - Helen Hunt in Innamorati pazzi
- 2001 - Laura Latini - Katherine Heigl in Roswell
- 2002 - Micaela Esdra - Andrea Parker in Jarod il camaleonte
- 2003 - Laura Boccanera - Lara Flynn Boyle in The Practice - Professione avvocati
- 2004 - Stella Musy - Alicia Silverstone in Miss Match
- 2005 - Chiara Colizzi - Kathryn Morris in Cold Case - Delitti irrisolti
- 2006 - Daniela Calò - Evangeline Lilly in Lost
- 2007 - Claudia Catani - Patricia Arquette in Medium
- 2008 - Franca D'Amato - Melina Kanakaredes in CSI: NY
- 2009 - Francesca Fiorentini - Melanie Marschke in Squadra speciale Lipsia
- 2010 - Claudia Catani - Toni Collette in United States of Tara
- 2011 - Melina Martello - Sally Field in Brothers & Sisters - Segreti di famiglia
- 2015 - Chiara Colizzi - Sarah Shahi in Person of Interest
- 2016 - Giuppy Izzo - Winona Ryder in Stranger Things
- 2017 - Letizia Ciampa - Emilia Clarke in Il Trono di Spade
- 2018 - ex aequo
  - Cristiana Lionello - Marcia Gay Harden in Code Black
  - Barbara De Bortoli - Claire Danes in Homeland
- 2019 - Eleonora Reti - Úrsula Corberó in La casa di carta
- 2020 - Selvaggia Quattrini - Sarah Paulson in Ratched
- 2021 - Chiara Colizzi - Nicole Kidman in Nine Perfect Strangers
- 2022 - Laura Romano - Viola Davis in The First Lady (serie televisiva)
- 2023 - Barbara De Bortoli - Sarah Jessica Parker in And Just Like That...
- 2024 - Benedetta Ponticelli - Jessica Gunning in Baby Reindeer

#### Miglior voce non protagonista
- 1999 - Monica Ward - Jaleel White in Otto sotto un tetto
- 2000 - Rossella Acerbo - Lisa Kudrow in Friends
- 2001 - Gigi Angelillo - Alf in Alf
- 2002 - Pietro Ubaldi - Richard Kind in Spin City
- 2003 - Giorgio Bonino - Peter MacNicol in Ally McBeal
- 2004 - Laura Latini e Nanni Baldini - Megan Mullally e Sean Hayes in Will & Grace
- 2005 - Claudia Razzi - Bitty Schram in Detective Monk
- 2006 - Franco Mannella - Jon Cryer in Due uomini e mezzo
- 2007 - Ambrogio Colombo - David McCallum in NCIS - Unità anticrimine
- 2008 - Tony Sansone - Christian Rauth in Il commissario Navarro
- 2009 - Sergio Graziani - Tom Aldredge in Damages
- 2010 - Paola Giannetti - Linda Hunt in NCIS: Los Angeles
- 2011 - Lorenza Biella - Susan Sullivan in Castle
- 2015 - Stefano De Sando - Mandy Patinkin in Homeland - Caccia alla spia
- 2016 - Tony Sansone - Jason George in Grey's Anatomy
- 2017 - Bruno Alessandro - John Lithgow in The Crown
- 2018 - Luca Biagini - Richard Schiff in The Good Doctor
- 2019 - Eugenio Marinelli - Miguel Sandoval in Station 19

#### Miglior adattamento dialoghi
- 2004 - Luca Intoppa per Six Feet Under
- 2008 - Silvia Monelli e Rodolfo Cappellini per NCIS - Unità anticrimine
- 2016 - Luca Sandri per Transparent
- 2017 - Francesca Romana Raffi e Matteo Amandola per Il Trono di Spade
- 2018 - Micol Bertucelli, Salvatore Fabozzi, Barbara Nicotra per The Good Fight
- 2019 - Fiamma Izzo e Nunzia Di Somma per Stranger Things
- 2021 - Alessia La Monica e Roberto Gammino per Lupin
- 2022 - Marco Barbato per House of the Dragon
- 2023 - Simona Chiodi per The Bear
- 2024 - Emanuela D'Amico e Marina Caputi per Nobody Wants This

### Menzioni speciali
- 2008 – Lucignolo (Italia 1)
- 2017 – Sandro Acerbo e Rodolfo Bianchi
- 2018 – Fabrizio de Flaviis e Benedetta degli Innocenti
- 2023 - Fabrizia Castagnoli

### Prodotti di animazione
- 2015 - Marco Mete - Asterix in Asterix e il regno degli Dei
- 2016 - Stella Musy - Gioia in Inside Out
- 2017 - Francesco Prando - Buster Moon in Sing
- 2018 - Luca Tesei - Miguel in Coco
- 2019 - Angelo Maggi - Woody in Toy Story 4
- 2020 - Alex Polidori - Ian Lightfoot in Onward - Oltre la magia
- 2021 - Luca Tesei, Alberto Vannini - Luca Paguro e Alberto Scorfano in Luca
- 2022 - Chiara Fabiano - Meilin "Mei" Lee in Red
- 2023 - Valentina Favazza - Peach in Super Mario Bros. - Il film
- 2024 - Maurizio Merluzzo - Garfield in Garfield - Una missione gustosa

### Spot pubblicitari
- 2015 - Marta Comerio nello spot Coop
- 2016 - Carlo Valli nello spot Segugio.it
- 2017 - Grazia Migneco nello spot Desktop Omen Hp
- 2018 - Paolo Monesi nello spot Afomill
- 2019 - Paolo De Santis nello spot Mini ClubmanHype emozioni

### Videogiochi
- 2015 - Marco Balzarotti - Batman in Batman: Arkham Knight
- 2016 - Matteo Zanotti - Nathan Drake in Uncharted 4: Fine di un Ladro
- 2017 - Martina Felli - Aloy in Horizon Zero Dawn
- 2018 - Pierluigi Astore - Kratos in God of War
- 2019 - Alessandro Rigotti - Leon S. Kennedy in Resident Evil 2

### Audiolibri e audionarrazioni
- 2015 - Dario Penne - Il pozzo e il pendolo
- 2016 - Alberto Rossatti - Memorie di un Pazzo
- 2017 - Valentina Mari - Diario di Preghiere
- 2018 - Ada Maria Serra Zanetti - Alien di Christopher Golden
- 2019 - Stefania Patruno - Quando le stelle cadono. Frammenti di vita di Maria Callas di Cesare Ferrario
- 2020/2021 - Roberto Chevalier - radiodramma Michail Gorbaciov - L'uomo del Cremlino di Cesare Ferrario e Giampaolo Tarzi
- 2022 - Sergio Ferrentino e Gabriele Calindri - radiodramma Utoya: uno di noi
- 2023 - Stefania Patruno e Roberto Chevalier

### Altri doppiaggi (Programmi d'Informazione)
- 2015 - Valentina Fass
- 2016 - Ughetta Lanari per Sfide
- 2017 - Dody Nicolussi per Sky Sport
- 2018 - Ruggero Andreozzi per Cinepop
- 2019 - Carlo Imbimbo per SkyTg24
- 2022 - Emanuele Biggi per Geo
- 2024 - Elena Andreoli per 4 Hotel di Bruno Barbieri

### Radio nazionali
- 2016 - Giuditta Arecco (RDS)
- 2017 - Dj Osso (M20)
- 2018 - Alessio Bertallot (Casa Bertallot)

### Radio locali
- 2017 - Maurilio Giordana di Radio Onda Ligure e Sabrina Calcagno di Radio Savona Sound
- 2019 - Stany Gallo per RadioAKR

### Podcast
- 2019 - Filippo Carrozzo per Fiabe in carrozza
- 2020/2021 - Gianni Gaude e Giustiniano La Vecchia per La Vita è una Startup
- 2021 - Martina Zaralli per Rivertape
- 2022 - Giorgio Viaro per Lost In The Space
- 2023 - Michele Ferrari per La ragazza delle onde

### Podcast 110 e lode
- 2022 - RadUni per CineUni
- 2023 - AFIC per Green Screen - Festival Sostenibili e come Crearli

### Audiodescrizioni
- 2020 - Francesca Di Girolamo
- 2022 - Chiara Merlonghi per Siccità (film)
- 2023 - Carlo La Chimia per Il sol dell'avvenire e Piero Cavallo per Lupin

### Premio Internazionale Cinema/Audiovisivo e Sostenibilità
- 2022 - Fabrizia Castagnoli per Alcarràs - L'ultimo raccolto
- 2023 - Brando Quilici per Il ragazzo e la tigre
- 2024 - Gabriele Fabbro per Trifole

### Premio Professioni Dietro lo Schermo
- 2022 - Pivio & Aldo de Scalzi per Composizione colonne sonore
- 2023 - Stefano Cabrera per la colonna sonora di Hotel Portofino (serie TV)
- 2024 - Valerio Piccolo per la colonna sonora di Parthenope

### Edizione speciale per il ventennale

#### La Voce del Ventennale - Premio alla carriera
- Luca Ward

#### Premio “Voce e Volto”
- Niseem Onorato

#### Premio “Direzione e Voce”
- Rodolfo Bianchi
- Roberto Chevalier

### Premi speciali

#### Premio "Claudio G. Fava" alla carriera
- 2015 - Roberto Chevalier
- 2016 - Rodolfo Bianchi
- 2017 - Maria Pia Di Meo
- 2018 - Rita Savagnone e Francesco Pannofino
- 2019 - Dario Penne e Carlo Valli
- 2020 - Ludovica Modugno
- 2021 - Gino La Monica
- 2022 - Luca Biagini
- 2023 - Mario Cordova
- 2024 - Ennio Coltorti

#### Targa "Bruno Paolo Astori" alla giovane voce di talento
Dal 2015 la targa è stata attribuita "alla giovane voce di talento", assegnata tramite l'app del Festival.
- 2015 - Benedetta Ponticelli - Miranda Cosgrove in iCarly
- 2016 - GianAndrea Muià in Sengoku Basara
- 2017 - Alex Polidori in Spider-Man: Homecoming
- 2018 - Martina Tamburello in The End of the F***ing World
- 2019 - Manuel Meli in Aladdin
- 2023 - Mattia Fabiano in Stranger Things

#### Premio "Ludovica Modugno" alla giovane voce di talento
- 2022 - Alessandro Carloni
- 2023 - Mattia Moresco
- 2024 - Sara Ciocca

#### Targa alla carriera adattatore e dialoghista
In collaborazione con AIDAC - Associazione italiana dialoghisti adattatori cinetelevisivi
- 2015 - Mario Paolinelli e Rosalba Oletta
- 2016 - Francesco Vairano
- 2017 - Silvia Monelli
- 2018 - Filippo Ottoni
- 2019 - Marina D’Aversa

#### Premio SIAE al giovane AdattatoreeDialoghista di talento
- 2016 - Laura Cosenza
- 2017 - Andrea D'Angeli
- 2018 - Beatrice De Caro Carella
- 2019 - Enrica Fieno
- 2020 - Barbara Nicotra
- 2021 - Davide Turla
- 2022 - Carlotta Cosolo
- 2023 - Silvia Bossi
- 2024 - Davide Figliolini

#### Premio alla carriera di audiodescrittrice
- 2020 - Laura Giordani

#### Targa Maurizio Ancidoni
- 2019 - Michele Gammino

#### Premio speciale per il doppiaggio di un prodotto di lunga serialità
- 2016 - I Simpson

#### Premio speciale per il ruolo e la qualità del lavoro svolto nel settore del doppiaggio
- 2016 - Famiglia Izzo e Pumais Due

#### Premio alla carriera di regista "Dietro lo schermo"
- 2020 - Cesare Ferrario

### Premio ArtKitchens - Voci in cucina
Sezione “Food&Cooking Show”. Con il sostegno di Quidam.
- 2018 - Maurizio Trombini, voce di Anthony Bourdain
- 2019 - Gianluca Iacono, voce di Gordon Ramsay

### Premi del pubblico

#### Miglior doppiaggio generale
- 2000 - Eyes Wide Shut - Direzione di doppiaggio: Mario Maldesi
- 2001 - Il gusto degli altri - Direzione di doppiaggio: Ludovica Modugno
- 2002 - Gosford Park - Direzione del doppiaggio: Filippo Ottoni

#### Miglior voce maschile
- 2000 - Luca Ward - Russell Crowe in Il gladiatore
- 2001 - Michele Gammino - Harrison Ford in Le verità nascoste
- 2002 - Francesco Pannofino - Denzel Washington in Training Day

#### Miglior voce femminile
- 2000 - Cristina Boraschi - Julia Roberts in Erin Brockovich - Forte come la verità
- 2001 - Roberta Greganti - Lena Endre in L'infedele
- 2002 - Sabrina Duranti - Nilouar Pazira in Viaggio a Kandahar

### Menzioni speciali
Nel corso delle edizioni sono state assegnate le seguenti menzioni speciali:
- 2002 - Alessio Puccio
- 2003
  - Massimo De Francovich e Umberto Orsini - Jean Rochefort e Johnny Hallyday in L'uomo del treno
  - Francesco Vairano - Gollum in Il Signore degli Anelli - Le due torri
- 2004 - Gemma Donati - Mackenzie Rosman in Settimo cielo
- 2005
  - Mariangela Melato - Annette Bening in La diva Julia - Being Julia
  - La schivata - Direzione del doppiaggio: Rodolfo Bianchi
- 2006
  - Mita Medici - Mirella Pascual in Whisky
  - Marco Messeri - Carl Attrezzi in Cars - Motori ruggenti
- 2007 - Antonio Genna
- 2008 - Maurizio Trombini e Gerardo di Cola
- 2024 - Roberto Chevalier per Megalopolis e Rodolfo Bianchi per The Penguin

### Premi speciali

#### Premio "Renato Castellani" (regista ligure) -Al ligure che si è contraddistinto nel mondo del cinema e dello spettacolo
- 1996 - Fabrizio Bentivoglio
- 1997 - non attribuito
- 1998 - Giuliano Montaldo
- 1999 - Giancarlo Giannini
- 2000 - Ivo Chiesa
- 2001 - Tullio Solenghi
- 2002 - Maurizio Crozza
- 2003 - Antonio Ricci
- 2004 - Tatti Sanguineti
- 2005 - Claudio Bisio
- 2006 - Arnaldo Bagnasco
- 2007 - Laura Toscano e Pietro Galeotti
- 2008 - Eros Pagni
- 2009 - Belo Horizonte

Dal 2009 il premio non è stato più consegnato.

#### Targa "Gualtiero de Angelis" alla carriera
- 1997 - Elio Pandolfi
- 1998 - Riccardo Cucciolla
- 1999 - Ferruccio Amendola e Rita Savagnone
- 2000 - Oreste Lionello
- 2001 - Giuseppe Rinaldi
- 2002 - Cesare Barbetti
- 2003 - Gianni Musy
- 2004 - Vittoria Febbi
- 2005 - Alberto Piferi
- 2006 - Maria Pia Di Meo
- 2007 - Miranda Bonansea
- 2008 - Massimo Turci
- 2009 - Michele Kalamera
- 2010 - Cristina Boraschi

Dal 2010 la targa ha preso il nome dello storico direttore artistico Claudio G. Fava.

#### Premio speciale della giuria
Il premio è stato consegnato dal 1998 al 2001.
- 1998 - Sergio Jacquier e Mario Maldesi
- 1999
  - Barbara De Bortoli - Isabelle Carré in La donna proibita
  - Gianni Williams - Billy Bob Thornton in Soldi sporchi
- 2000 - Gaetano Varcasia - Jean-Yves Thual in Il nano rosso
- 2001 - Oz - Direzione del doppiaggio: Gianni Galassi

#### Targa "Riccardo Cucciolla"
- 2000 - Claudio Capone
- 2001 - Arnoldo Foà
- 2002 - Roberto Pedicini
- 2003 - Nando Gazzolo
- 2004 - Luca Ward
- 2007 - Francesco Pannofino
- 2008 - Roberto Chevalier

Dal 2008 la targa non è stata più consegnata.

#### Targa "Voce e Volto"
- 2005 - Claudio Sorrentino
- 2018 - Laura Lenghi

### Edizione Omaggio a Claudio G. Fava e Bruno Paolo Astori
Svoltasi presso il Consorzio Associativo Officine Solimano a Savona.

#### Direzione del doppiaggio: cinema
- Sandro Acerbo per 12 anni schiavo, I segreti di Osage County e Gravity

#### Direzione del doppiaggio: televisione
- Sandro Acerbo per Il Trono di Spade

#### Adattamento
- Walter Rivetti per South Park

#### Premio "Voce e Volto"
- Mario Cordova

Riconoscimenti a Christian Iansante e Lucia Valenti.

#### Premi speciali per la XXI edizione - 2020/2021
- Miglior voce del cinema a Francesco Pezzulli per Leonardo DiCaprio in C'era una volta a... Hollywood
- Miglior voce della televisione a Selvaggia Quattrini per Sarah Paulson in Ratched
- Miglior doppiaggio generale a Silvia Pepitoni per la direzione del doppiaggio di Parasite

#### Premi accessibilità
- 2021 a 01 Distribution, Anello d'Oro Distribuzione più accessibile
- 2021 a Blanca, Premio Internazionale Audioinnovazione Inclusiva per Olofonia

### Premio per la voce più genovese
- 2023 - Enzo Paci
- 2024 - Fabio Alisei